# Espacio de versiones
El espacio de versiones es un concepto del aprendizaje automático que representa el subconjunto de todas la hipótesis que son consistentes con los ejemplos de entrenamiento (Tom M. Mitchell 1997). Este conjunto contiene todas las hipótesis que no han sido eliminadas por provocar conflictos con los datos observados